# جزيرة ملفيل (أستراليا)
جزيرة ملفيل (بالإنجليزية: Melville Island)‏ هي جزيرة أسترالية تقع في الجزء الشرقي من بحر تيمور، قبالة سواحل الإقليم الشمالي، إلى الشمال من مدينة داروين، عاصمة الإقليم.
تبلغ مساحة الجزيرة 5786 كيلومترًا مربعًا، وهي بذلك ثانية أكبر جزر أستراليا، بعد جزيرة تسمانيا.
أطلق المستكشف فيليب باركر كنغ هذا الاسم على الجزيرة تكريمًا لروبرت دنداس، الفيكونت ملفيل الثاني، قائد البحرية البريطانية، الذي أطُلق اسمه أيضًا على جزية أخرى أكبر حجمًا في المحيط القطبي الشمالي قبالة سواحل كندا.